# Trackback
Als Trackback (Bezugnahme) wird eine Funktion bezeichnet, mit der Blogs Informationen über Backlinks in Form von Reaktionen bzw. Kommentaren durch einen automatischen Benachrichtigungsdienst untereinander austauschen können.

## Funktionsweise
Die Trackback-Funktion wurde zunächst vom Unternehmen Six Apart für die Blog-Software Movable Type entwickelt. Sie ermöglicht den Bloggern festzustellen, ob auf ihren eigenen Eintrag in einem anderen Blog Bezug genommen wird. Dazu werden zwischen den beteiligten Blogs nach einem festen Protokoll Daten ausgetauscht, die die Beziehung zwischen den betreffenden Einträgen herstellen.
Es hat sich eingebürgert, dass Trackbacks nur versendet werden, wenn im bezugnehmenden Artikel auch ein Link auf den Ursprungsartikel enthalten ist. Eine Minderheit von Bloggern tauscht auch dann gegenseitig Trackbacks aus, wenn bloß ein inhaltlicher Zusammenhang besteht, um die Verknüpfungen in der Blogosphäre zu verstärken.
Abhängig von der verwendeten Blog-Software kann es erforderlich sein, beim Erstellen eines Blog-Eintrags die Trackback-URL des Blogs/Eintrages, auf den Bezug genommen wird, manuell einzugeben. Komfortablere Programme erledigen dies selbst bzw. bieten eine automatische Trackback-Erkennung (Trackback Auto Discovery).
In der wissenschaftlichen Fachliteratur könnte man sich Trackback etwa so vorstellen wie eine Informationsquelle, die automatisch über Zitationen in anderen Quellen oder in der Sekundärliteratur benachrichtigt wird.
Eingegangene Trackback-Nachrichten (kurz: Trackbacks) werden meist am Ende des jeweiligen Blog-Eintrages bzw. zusammen mit den dazugehörigen Kommentaren angezeigt. Sie enthalten den Namen des verlinkenden Blogs, die entsprechende URL und eine Zusammenfassung des Eintrages, aus dem Bezug zum aktuellen Blog-Eintrag genommen wurde.
Neben der Trackback-Spezifikation von Movable Type existiert das etwas anders aufgebaute Pingback, welches dasselbe Ziel verfolgt. Dort prüft allerdings vor Veröffentlichung der Webserver der verlinkten Quelle, ob der angegebene Trackback-Absender tatsächlich existiert.